# Żary
Żary (Duits: Sorau) is een stad in het Poolse woiwodschap Lubusz, gelegen in de powiat Żarski. De oppervlakte bedraagt 33,24 km², het inwonertal 39.029 (2005).
Van 1705–1708 werkte Georg Philipp Telemann als Kapelmeester aan het hof van Graaf Erdmann II von Promnitz in Sorau

## Monumenten
- Heilig-Hartkerk

## Geboren
- Eugenio Casparini (1623–1706), orgelbouwer
- Ernst Kummer (1810-1893), Duits wiskundige